# ISO 3166-2:AS

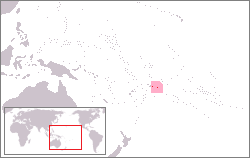
موقعیت جغرافیایی ساموآی آمریکا

کد ISO 3166-2:AS بخشی از استاندارد ایزو ۳۱۶۶ برای کشور ساموآی آمریکا است که توسط سازمان بین‌المللی استانداردسازی ISO تنظیم شده‌است این سازمان، کدهای استاندارد را برای تقسیمات کشوری (ایالت‌ها یا استان‌های) کشورهای فهرست شده در استاندارد ایزو ۳۱۶۶-۱ تعریف می‌کند.
هر کد شامل دو بخش می‌گردد که توسط علامت - جدا می‌گردند.
- بخش نخست AS که در ایزو ۳۱۶۶-۱ آلفا-۲ کد کشور ساموآی آمریکا است.
- بخش دوم شامل یک یا دو یا سه حرف است که بیان‌کننده استان یا ایالت کشور ساموآی آمریکا می‌باشد.

## کدها
| استان                      | کدها  |
| -------------------------- | ----- |
| Bafatá Region              | GW-BA |
| Biombo Region              | GW-BM |
| Settore Autonomo di Bissau | GW-BS |
| Bolama Region              | GW-BL |
| Cacheu Region              | GW-CA |
| Gabú Region                | GW-GA |
| Oio Region                 | GW-OI |
| Quinara Region             | GW-QU |
| Tombali Region             | GW-TO |